# 三輪正
三輪正（みわ まさし、1926年5月20日-　）は、日本の哲学者。大阪大学名誉教授。

## 来歴
鳥取県生まれ。1948年京都帝国大学文学部哲学科卒、1950年大阪大学文学部助手、1954‐56年パリ大学で学び、哲学博士、1958年奈良県立医科大学助教授、1963年京都大学教養部助教授、1967年大阪大学文学部助教授、70年教授、1990年定年退官、神戸学院大学教授。

## 著書
- 『議論と価値』法律文化社 1972
- 『身体の哲学 意味・言葉・価値』行路社 1977
- 『習慣と理性 フランス哲学研究』晃洋書房 1993
- 『人称詞と敬語 言語倫理学的考察』人文書院 2000
- 『一人称二人称と対話』人文書院 2005
- 『日本語人称詞の不思議 モノ・コト・ヒト・キミ・カミ』法律文化社 2010

### 共編著
- 『生命の哲学』編著 北樹出版 現代哲学選書 1981
- 『いのちを考える 大阪大学開放講座より』共著 メディカル葵出版 1983

### 翻訳
- ベルクソン「哲学的直観」『世界の名著』中央公論社、1969
- 『デカルト著作集 3』「哲学原理」(本多英太郎共訳) 白水社 1973
- ペレルマン『説得の論理学 新しいレトリック』理想社 1980

## 参考
- [ISBN 978-4-589-03305-5]
- 『現代日本人名録』2002年